# Lavov
Lavov (ukr. Львів, izgovor imena gradaⓘ) najveći je grad u zapadnoj Ukrajini,  u pokrajini Galiciji, i sedmi po veličini grad u zemlji, sa 755.800 stanovnika u 2020. godini. Lavov je jedan od glavnih kulturnih centara Ukrajine. Grad leži na reci Poltvi, na udaljenosti od oko 80 km od poljske granice. Administrativno je središte Lavovske oblasti. Prvi pisani spomen grada datira iz 1256. godine. Osnovao ga je Danilo Galicijski koji mu je dao ime u čast svog sina Lava Daniloviča. Lavov je bio središte istorijskih oblasti Crvene Rutenije i Galicije. Istorijsko jezgro grada, sa starim zgradama i kaldrmisanim ulicama, preživelo je sovjetske i nemačke okupacije tokom Drugog svetskog rata, uglavnom neoštećeno. Grad ima mnogo industrijskih i visokoškolskih ustanova kao što su Univerzitet u Lavovu i Lavovske politehnike. Istorijsko jezgro grada se od 1998. godine nalazi na UNESCO-vom popisu svetske kulturne baštine. U samom centru grada se nalazi veliki broj spomenika kulture koji su iz razdoblja od 16. do 17. veka.

## Naziv grada
Prema jednoj od najčešćih verzija, grad Lavov je nazvan prema imenu najstarijeg sina kneza Danila Galičkog Lava. Tokom svoje istorije, Lavov nikada nije preimenovan. Na jezicima naroda koji su ostavili značajan kulturni trag u gradu, Lavov zvuči ovako: na ukrajinskom — Львів, на poljskom — Lwów (Львув), на ruskom — Львов, nemačkom — Lemberg (Лемберг), на jidiškom — לעמבערג (Лемберг), на jermenskom — Լվով (Лвов), на krimskotatarskom — İlbav (Ильбав).
Od epiteta koji se primenjuju za Lavov najpoznatiji su: „Grad Lava” ili „Grad Lavova”, „Kraljevski grad”, „Biser krune Evrope”, „Grad muzej”, „Glavni grad Galicije”, "Mali Pariz ","Mali Beč ","ukrajinski Pijemont ","kulturna prestonica Ukrajine", «Banderštad» i druge.

## Geografski položaj
Lavov se nalazi u centralnom delu Lavovske oblasti između Javorovskog, Žolkovskog i Pustomitovskog rejona, u istočnoevropskoj vremenskoj zoni nа 24 meridijanu. Lokalno vreme se razlikuje od vremenske zone za 24 minuta. Područje grada obuhvata površinu od oko 180 km².
Grad se nalazi na oko 540 km zapadno od Kijeva, dok je udaljenost oko 70 km od granice sa Poljskom na mestu raskrsnice Lavovskog gorja, brdovite Rastočje i Pobuške nizije. Kroz njega prolazi greben brda Glavnog evropskog sliva koji deli reke sliva Baltičkog i Crnog mora (odnosno reke Bug i Dnjestar). Lavov se nalazi na prosečnoj nadmorskoj visini od 289 metara. Najviša tačka grada је gora na kojoj se nalazi Visoki zamak (409 m nadmorske visine). Istorijski, Lavov je izgrađen na reci Poltvi (pritoka Buga), ali u 19. veku je pokrenuto njegovo preusmeravanje u glavni gradski kanal kako bi se izgradilo šetalište — Hetman Vals (danas avenija Slobode, a reka delimično teče i kroz avenije Ševčenko i Čornovol).
U Lavovu postoji više od 20 parkova i zelenih površina, 2 botaničke bašte i 16 spomenika prirode. Dva parka su spomenici pejzažne umetnosti od nacionalnog značaja, jedan — lokalni. U okviru gradskih granica nalazi se Regionalni pejzažni park Voznesenje, ekološka ustanova sa površinom većom od 300 hektara, koja ima ekosistem kao u prirodnim uslovima.
U predelu gradu su se razvile gornje kredna ležišta, gornje miocenske i kvartarne naslage:
- Kredni sedimenti predstavljeni su debljinom mastrihtskih svetlo- smeđih lapora, debljine oko 50 m. Ovi sedimenti su regionalno skladište vode.
- Gornji miocenski sedimenti predstavljeni su (od dna do vrha): Nikolajevski pesak i peščenjaci, debljina litotamičkih krečnjaka sa gipsanim slojevima. Ovi sedimenti nisu u skladu sa gornjom kredom i pretežno su razvijeni na glavnom slivu. Debljina gornjih miocenskih naslaga uveliko varira, a na mnogim mestima ta se ležišta potpuno uništavaju pretkvartarnom erozijom.
- Kvartarni sedimenti uglavnom su zastupljeni ledenim lesovima, peskom, sedrenim i postglacijalnim močvarama i tresetom u močvarama Belogoršče i dolini Poltve.

U Lavovu su zastupljena crnica, eluvijalna i tresetno-močvarna tla.

### Geološka struktura
U geološkoj strukturi Lavova i njegove okoline, razlikuju se slojevi krede, tercijarni slojevi (gornji miocen), kvartarni i slojevi noviji ležišta:
- Slojevi krede imaju debljinu do 50 metara, glavni izdan se formirao na njihovoj površini,
- Tercijarni slojevi se pojavljuju u obliku peska, peščara, krečnjaka и gipsa. Oni leže na krednim slojevima i posebno su razvijeni na glavnom koritu. Debljina tercijarnih naslaga je promenljiva, na mnogim mestima su u potpunosti uništena post-tercijarnom erozijom;
- Od kvartarnih sedimenata na periferiji Lavova najčešći su lesovi, pesak i travertin,
- Najnovije postglacijalne slojeve predstavljaju močvare i tresetne močvare u Belogorščijskom rejonu i dolini Poltave.

Tla na teritoriji Lava pretežno su crnice, eluvijalna i šljunkovita tla.

## Klima
U Lavovu vlada umerenokontinentalna klima bez sušnih sezona i sa toplim letima. (Kepenova klasifikacija: Dfb)
Prosečna temperatura je —3,4 °C u januaru i +17,5 °C u julu. Prema meteorološkim podacima, najviša temperatura (+37 °C) zabeležena je u avgustu 1921. godine, a najniža (—33.6 °C) je izmerena 10. februara 1929.
Prosečna godišnja količina padavina je 729 milimetara. Minimalna količina (426 mm) izmerena je 1904, a maksimalna (1422 mm) 1893. godine. Tokom godine, prosečno 174 dana je sa padavinama.
Prosečna oblačnost u godini iznosi 6.7, a najveća je u novembru i decembru, kada je tokom većine dana oblačno. Najmanja oblačnost — u avgustu i septembru (5,5-6).
Prosečne brzine vetra su 3–4 m/s. Preovlađuju zapadni vetrovi (23,3%, obično praćeni kišom, zahlađenjem tokom leta i otopljenjem tokom zime), kao i jugoistočni vetrovi (20,9%, obično praćeni suvim vremenom, zagrevanjem tokom proleća i leta i mrazom tokom zime).
Relativna vlaga je visoka tokom cele godine. U hladnoj polovini godine magle su česte.
Lavov karakterišu najviše kiša i najniže letnje temperature među svim regionalnim centrima u Ukrajini. Sve sezone u godini karakterišu oštre promene atmosferskog pritiska, temperature i vlažnosti vazduha. Zime su blage, mrazovi ispod -20 °C su retki. Stabilni snežni pokrivač nije uspostavljen svake zime. Proleće je hladno i kišovito, mraz i snežne padavine mogući su do početka maja. Leto je toplo, prosečni dnevni maksimumi u julu i avgustu su oko + 23-24 °C. Leti su česte oluje praćene grmljavinom i nagle promene temperature za vreme prolaska atmosferskih frontova. U isto vreme, s vremena na vreme se primećuju uraganski vetrovi koji dovode do čupanja drveća, manjih oštećenja, oštećenja dalekovoda. Tokom 2008. godine, zbog jakog uragana, u gradu su poginule 4 osobe. Jesen je umereno topla i suva. Sezona vegetacije je 215 dana. Suše nisu karakteristične.
Mikroklimu centralnog dela grada, koji se nalazi u niziji, karakterišu niže minimalne i više maksimalne temperature. Delove grada na većoj visini karakterišu jaki vetrovi.
Karakterističan meteorološki fenomen je Lavovska mžička — slaba neprestana kiša sa visokom vlažnošću vazduha. Može se javiti u bilo koje doba godine. Zbog globalnog zagrevanja, prosečne temperature tokom prošlog veka porasle su za oko 1 °C, a zagrevanje je u najvećoj meri uticalo na prvu polovinu godine, dok se letnje i jesenske temperature nisu mnogo promenile.
| Клима Lavov                                     | Клима Lavov   | Клима Lavov   | Клима Lavov   | Клима Lavov  | Клима Lavov | Клима Lavov | Клима Lavov | Клима Lavov | Клима Lavov | Клима Lavov | Клима Lavov | Клима Lavov   | Клима Lavov   |
| Показатељ \ Месец                               | .Јан.         | .Феб.         | .Мар.         | .Апр.        | .Мај.       | .Јун.       | .Јул.       | .Авг.       | .Сеп.       | .Окт.       | .Нов.       | .Дец.         | .Год.         |
| ----------------------------------------------- | ------------- | ------------- | ------------- | ------------ | ----------- | ----------- | ----------- | ----------- | ----------- | ----------- | ----------- | ------------- | ------------- |
| Апсолутни максимум, °C (°F)                     | 13,8 (56,8)   | 17,7 (63,9)   | 22,4 (72,3)   | 28,9 (84)    | 32,2 (90)   | 33,4 (92,1) | 36,3 (97,3) | 35,6 (96,1) | 31,0 (87,8) | 25,3 (77,5) | 21,6 (70,9) | 16,5 (61,7)   | 36,3 (97,3)   |
| Максимум, °C (°F)                               | −0,1 (31,8)   | 1,3 (34,3)    | 6,3 (43,3)    | 13,6 (56,5)  | 19,4 (66,9) | 22,0 (71,6) | 23,9 (75)   | 23,5 (74,3) | 18,3 (64,9) | 12,9 (55,2) | 6,0 (42,8)  | 0,9 (33,6)    | 12,3 (54,1)   |
| Просек, °C (°F)                                 | −3,1 (26,4)   | −2,2 (28)     | 1,9 (35,4)    | 8,3 (46,9)   | 13,8 (56,8) | 16,4 (61,5) | 18,3 (64,9) | 17,7 (63,9) | 13,0 (55,4) | 8,1 (46,6)  | 2,6 (36,7)  | −1,8 (28,8)   | 7,8 (46)      |
| Минимум, °C (°F)                                | −6,1 (21)     | −5,5 (22,1)   | −1,7 (28,9)   | 3,6 (38,5)   | 8,4 (47,1)  | 11,3 (52,3) | 13,2 (55,8) | 12,5 (54,5) | 8,4 (47,1)  | 4,1 (39,4)  | −0,3 (31,5) | −4,6 (23,7)   | 3,6 (38,5)    |
| Апсолутни минимум, °C (°F)                      | −28,5 (−19,3) | −29,5 (−21,1) | −24,8 (−12,6) | −12,1 (10,2) | −5,0 (23)   | 0,5 (32,9)  | 4,5 (40,1)  | 2,6 (36,7)  | −3,0 (26,6) | −13,2 (8,2) | −17,6 (0,3) | −25,6 (−14,1) | −29,5 (−21,1) |
| Количина падавина, mm (in)                      | 40 (1,57)     | 44 (1,73)     | 45 (1,77)     | 52 (2,05)    | 89 (3,5)    | 89 (3,5)    | 96 (3,78)   | 77 (3,03)   | 67 (2,64)   | 52 (2,05)   | 49 (1,93)   | 48 (1,89)     | 748 (29,45)   |
| Дани са кишом                                   | 9             | 9             | 11            | 14           | 16          | 17          | 16          | 14          | 14          | 14          | 13          | 11            | 158           |
| Дани са снегом                                  | 17            | 17            | 11            | 3            | 0,1         | 0           | 0           | 0           | 0           | 1           | 8           | 15            | 72            |
| Релативна влажност, %                           | 83            | 81            | 77            | 69           | 71          | 74          | 75          | 76          | 79          | 80          | 84          | 85            | 78            |
| Сунчани сати — месечни просек                   | 64            | 79            | 112           | 188          | 227         | 238         | 254         | 222         | 179         | 148         | 56          | 37            | 1.804         |
| Извор: Pogoda.ru.net, NOAA (sun only 1961—1990) |               |               |               |              |             |             |             |             |             |             |             |               |               |

## Istorija

### Rana istorija
Prema arheološkim istraživanjima, na mestu današnjeg Lavova postojala su naselja koja se javljaju u 5. veku. U to vreme ta područja su pripadala Velikoj Moraviji. Kasnije će na ta područja pretendovati dve države: Poljska (za vreme vladavine Mješka I) i Kijevska Rusija. Pretpostavlja se da je Mješko I vladao tim područjem od 960. do 980. godine. Prema Nestorovim kronikama, 981. godine te zemlje osvaja Vladimir I Veliki. Međutim, grad će, kakvog ga danas znamo, osnovati Danilo Galički u 13. veku, a ime duguje njegovom sinu Lavu. Prema nekim drugim izvorima, grad je osnovao upravo Lav Danilovič, sin Danila Galicijskog.

### U sastavuGaličko-volinjskog kneževstva(do 1349)
Lavov se brzo razvijao. Položaj kneževskog grada bio je usko povezan sa geografskim položajem. Grad je osnovan na granici suvog, bez šuma Podolskog primorja i šumskog ograđenog poplavnog polja Poltve, na mestu gde se spajanjem vodootpornog krečnjaka izdižu horizonti bogati izvorskom vodom.
Stari Lavov se, kao i ostali gradovi toga doba, sastojao od tri dela: utvrđenog grada, grada izvan utvrđenja i predgrađa. Visoki dvorac nalazio se na Visokoj gori, koja se u 15. veku zvala Gora, u 17. veku — Ćelava, a kasnije Kneževa planina. Kao što se može videti na litografiji iz XVII veka, bila je to visoka i bez drveća, čista i nepristupačna planina. Dvorac je bio dobro utvrđen bedemima tako da je mogao da izdrži brojne neprijateljske napade.
Podzamče (okolni grad) protezao se duž severozapadne padine planine, koja je takođe bila utvrđena bedemima. Postojale su kneževske kule (iznad crkve Svetog Nikole) od kojih se strmim nizbrdnim putem dolazilo do Stare pijace.
Predgrađe se nalazilo na desnoj obali reke Poltave i planinskoj padini i protezalo se u polukrugu duž zapadne, severne i južne strane Kneževe planine. Nije bilo utvrđeno, verovatno je bilo zaštićeno samo bedemima, a u slučaju napada neprijatelja, stanovnici su tražili zaštitu u utvrđenom gradu. Odvojeno, na strmoj planini, stajala je utvrđena crkva Svetog Georgija.
Kneževski grad izgrađen je duž Volinjskog puta, na trgovačkoj ruti koja je išla od Crnog mora preko Galiča-Lavova-Helma do Baltičkog mora. Ova staza prolazila je Starom pijacom i pored brojnih crkava i manastira, od kojih su neke preživele do danas: rimokatolička crkva Marije Snežne, rimokatolička crkva Jovana Krstitelja, pravoslavna crkva Svete Paraskeve, pravoslavna crkva Svetog Onufrija и pravoslavna crkva Svetog Nikole. Zgrade su, prema istraživanjima, bile uglavnom drvene, pa ni jedna od starih građevina nisu ostale očuvane.
Kneževski Lavov je bio gusto naseljeni grad (postojale su kolonije Nemaca, Jevreja, Jermena i Tatara), sa brojnim kućama, koje su bile okružene baštama i povrtnjacima. Na zapadnoj obali Poltave nalazile su se polja i livade. Teritorija Lavova bila je 50 hektara i na istoku je bila povezana sa selom Znesenje.
U periodu od 1340. do 1349. godine, gradom je upravljao vojvoda Dmitrij Detko, kao namesnik litvanskog kneza Lijubartasa.
|                                    |                                                 |                          |                  |
| Lavov, litografija iz 1618. godine | Kazimir III gradi prvu katoličku crkvu u Lavovu | Istorijski centar Lavova | Panorama Lavova. |

### Poljsko-litvanska unija
U 1349. godini poljski kralj Kazimir III Veliki osvaja Lavov i 1356. uvodi Magdeburško pravo. To daje snažan podsticaj razvitku grada, a posebno se ističe jermenska zajednica koja 1363. g. utemeljuje Jermensku crkvu. Poljski kralj prebacuje centar grada sa Starog trga i gradi novi grad na jugu. U novom gradu većina stanovništva su bili nemački kolonisti, ali neke prigradske ulice (sada Jermenska, Ruska, Starojevrejska) bile su okupirane nekatolicima, kojima su oduzeta građanska prava.
Zahvaljujući svom povoljnom geografskom položaju na raskrsnici trgovačkih puteva iz crnomorskih luka i Kijeva, Istočne i Zapadne Evrope, Vizantije i baltičkih luka, Lavov se brzo razvija i postaje važno središte.
U periodu od 1370. do 1387. gradom su upravljali mađarski guverneri, kao namesnici Vladislava Opoljskog. Grad je 1379. dobio pravo na svoja skladišta, što je naglo povećalo dolazak trgovaca. Godine 1387. Lavov i okolne zemlje vraćeni su pod uticaj Poljske.
Kao deo Poljske (a kasnije i Poljsko-litvanske unije), Lviv je postao glavni grad ruskog vojvodstva, koje je obuhvatalo pet sedišta sa centrima u gradovima Lavov, Helm, Sanok, Galič i Pšemisl. Grad je imao pravo na vlastita skladišta, što je omogućilo da dobije značajnu zaradu od robe prevezene između Crnog i Baltičkog mora. Tokom sledećih vekova stanovništvo grada naglo je raslo, a uskoro je Lavov postao multinacionalni grad sa mnogim verskim objektima i važan centar kulture, nauke i trgovine. Gradska odbrana je ojačana, a Lavov je postao jedna od najvažnijih tvrđava koja je štitila Uniju na jugoistoku.
Lavov je bio jedini grad u Kijevskoj Rusiji, gde je postojala zasebna „saracenska” (muslimanska) zajednica, koja je uživala zagarantovana prava unutrašnje samouprave. Prvo pominjanje zajednice Saracena datira iz 1346. Od 1654. godine naselje Saracena u Lavovu bilo je zabranjeno zbog bogohuljenja i trgovine robovima.
Godinu 1527. obeležio je veliki požar u kome je gotovo ceo grad izgoreo. U prvoj polovini XVII veka grad je brojao oko 25-30 hiljada stanovnika. Bilo je više od 30 radionica u kojima je bilo 133 zanatske profesije. Godine 1618. grad se pominje u radu nemačkih istoričara G. Brauna, G. Gogembergera, S. Novelana „Istaknuti gradovi sveta”.

### Pad unije
U 17. se veku Lavov u nekoliko navrata uspešno branio od opsada. Stalne borbe s osvajačima dale su gradu geslo Semper fidelis («Uvek veran»). Godine 1649. grad su opkolili ukrajinski kozaci na čelu s Bogdanom Hmeljnickim. Uništivši i opljačkavši utvrđenje, napuštaju grad. Godine 1655. švedska vojska prodire u Poljsku, osvaja veliki deo njene teritorije i opseda Lavov. Međutim bili su primorani da prekinu opsadu grada. Već naredne godine Lavov će okružiti vojska transilvanijskog vojvode Djerdj I Rakoci, no ni on neće uspeti da osvoj grad. Godine 1672. vojska Osmanskog carstva pod vođstvom Mehmeda IV ponovo opkoljava Lavov, no rat će se završiti pre nego što Osmanlije zauzmu grad. 1675. grad su napadali i Turci i Tatari, ali ih je poljski kralj Jan III Sobjeski pobedio u bici 24. avgusta.
Godine 1704. za vreme Velikog severnog rata, po prvi put u svojoj istoriji grad je osvojila i opljačkala švedska vojska na čelu s kraljem Karlom XII 1707. g. u Lavov je doputovao ruski car Petar I. Prema legendi, careva je kočija zapela u blatu na starom nepopločanom trgu Rynku. Posle tog događaja, po nalogu samog cara, celi trg je bio popločan. 1772. godine, nakon Prve podele Poljske, Lavov je sada pod imenom Lemberg sedište austrijske provincije Galicije.
Službeni jezik postao je nemački i većinu radnih mesta u gradskoj administraciji zauzeli su Austrijanci i Česi. Međutim, grad je i nadalje bio važno središte poljske i ukrajinske kulture. Na samom početku, austrijska vlast je bila dosta liberalna. Car Jozef II ponovo je otvorio univerzitet 1784. godine, a predavanja su se odvijala na latinskom, nemačkom, poljskom, a od 1786. i na ukrajinskom jeziku. Wojciech Bogusławski otvorio je prvo javno pozorište 1794. godine a Józef Maksymilian Ossolinski osnovao je 1817. Ossolineum, naučni institut. No, već početkom 19. veka austrijske vlasti počinju da vrše germanizaciju. Univerzitet je ponovo zatvoren 1805, da bi se otvorio 1817. ali ovaj put kao čisto germanska obrazovna institucija. I većina drugih javnih i kulturnih organizacija bila je zabranjena.
Kruti zakoni koje je nametala Habzburška dinastija dovela je do izbijanja opšteg nezadovoljstva 1848. Caru je bila poslata peticija s molbom da se gradu vrati samouprava, obrazovanje na poljskom i ukrajinskom jeziku, s time da i poljski dobije status službenog jezika. Većina navedenih zahteva će se i ostvariti u narednih dvadesetak godina. Od 1861. u Lavovu je ponovno otvoren Galicijski parlament (Sejm Krajovi), a od 1867. g. Galiciji je data široka autonomija, kako na kulturnom tako i na privrednom planu. Univerzitetu je dopušteno da sprovodi nastavu na poljskom jeziku. Kako je Galicija postala jedini deo bivše Poljske koja je imala kakvu-takvu kulturnu i političku slobodu, Lavov je postao središte poljske kulture i političkog života. Uz navedeno, grad je bio važan i za ukrajinski rodoljubni pokret i ukrajinski kulturni život jer u to su vreme središnja i istočna Ukrajina bile pod vlašću carske Rusije, koja je u potpunosti sprečavala bilo kakve oblike delovanja na ukrajinskom jeziku. Gradu je takođe bilo dato pravo na vlastitog predstavnika u bečkom parlamentu što je u Lavov privlačilo mnoge značajne kulturne i političke delatnike. Grad je postao mesto na kom su se susretale ukrajinska, poljska, jevrejska i austrijska kultura.

### Srbi u mestu
U pojedinim srpskim knjigama, u spiskovima pretplatnika se sreću kupci iz Lemberga. Tako su prevod strane knjige na srpsku ćirilicu nabavili 1830. godine dva velikokupca iz tog mesta: Eftimije Gusta i Dimitrije Riznik.

### 20. vek
Tokom Prvog svetskog rata grad je zauzela ruska vojska u septembru 1914, no već sledeće godine u junu, grad su ponovo preuzele snage Austrougarske. Raspadom Dvojne monarhije, na samom kraju rata, ukrajinsko lokalno stanovništvo je, 1. novembra 1918. godine proglasilo Lavov glavnim gradom Zapadnoukrajinske Narodne Republike.

### Poljsko-ukrajinski konflikt
Povlačenjem Austrijanaca, dogovoreno je da se vlast preda Ukrajincima. Međutim, već istog dana poljsko stanovništvo Lavova podiglo je oružani ustanak i uskoro preuzelo kontrolu u središtu grada; ne mogavši slomiti otpor Poljaka, Ukrajinci su opkolili grad. Rešenje nastale situacije dogovorili su saveznici na sastanku u Parizu, gde je odlučeno da se grad preda Poljacima, a da će se njegova konačna budućnost rešiti posleratnim dogovorom ili referendumom. Poljaci su već 19. novembra u celosti kontrolisali grad. Međutim, borbe su se u okolnim krajevima, uz kratke prekide vatre, nastavile da vode do kraja jula 1919.
Narednih meseci ostatak Galicije pod vlašću Zapadnoukrajinske Narodne Republike, osvojili su ili Poljaci koji su nadirali sa zapada, ili snage Crvene Armije s istoka. Tada je usledio dogovor Simona Petljure, koji je bio na čelu Zapadnoukrajinske Narodne Republike s Poljacima, gdje je dogovoren vojni savez između Poljaka i Ukrajinaca. Poljskoj je priznato pravo na Lavov i granicu na reci Zbruč u zamenu za poljsku pomoć u borbama protiv boljševika

### Međuratni period
Za vreme Sovjetsko-poljskog rata 1920. godine, grad su napadale snage Crvene Armije pod vođstvom komandanta Aleksandra Jegorova. Polovinom juna te iste godine, konjica Semjona Budjonoga trudila se da osvoji grad sa severoistoka. Istovremeno, grad se pripremao za odbranu. Građani su oformili i u potpunosti opremili tri odreda pešadije i dva odreda konjice i izgradili odbrambene linije. Grad su branile tri poljske divizije i jedan pomoćni ukrajinski odred pešadije. Posle teških borbi koje su se vodile oko mesec dana, 16. avgusta, Crvena Armija je prešla reku Istočni Bug i ojačana osmom divizijom, tzv. Crvenim Kozacima, počela napad na grad. Boj se odvijao s velikim brojem žrtava i na jednoj i na drugoj strani. Nakon tri dana neprestanog napada na grad, sovjetske snage su odustale i prekinule napad. Za junačku odbranu, grad je bio nagrađen medaljom Virtuti Militari — „za hrabrost”, najvećim poljskim vojnim odlikovanjem. Ta medalja je naslikana na poljskom grbu grada. Mirom u Rigi, grad je i nadalje ostao u sastavu Poljske kao glavni grad Lavovskog vojvodstva, postavši jedno od glavnih poljskih kulturnih i naučnih središta.

### Drugi svetski rat
Vojska nacističke Nemačke napala je Poljsku 1. septembra 1939. godine. Već 12. septembra Nemci su bili u predgrađu Lavova i započeli s opsadom grada. U međuvremenu brojne poljske trupe su se iz centralne Poljske pokušavale probiti do grada kako bi organizovale odbranu. Nedelju dana kasnije, poljska vojska pod komandom Władysława Langnera izvršila je protivnapad, ali on nije uspeo. U skladu sa sporazumom Ribbentrop-Molotov, nemačke snage su u opsadi Lavova zamenile sovjetske, a već 23. septembra Langner objavljuje kapitulaciju i predaje grad sovjetskim snagama na čijem je čelu bio maršal Timošenko.
Broj stanovnika Lavova 1939. dosezao je oko 340.000, od toga više od 100.000 građana sačinjavali su Jevreji. Još više od 35.000 jevrejskih izbeglica slilo se u grad iz okupiranih delova Poljske. Hitler i Staljin su podelili Poljsku, a podmetnutim plebiscitom sovjetski deo Poljske, uključujući Lavov, bio je pripojen Ukrajinskoj Sovjetskoj Socijalističkoj Republici. Sovjeti su odmah počeli sprovoditi politiku depolonizacije. U razdoblju od januara do juna 1940, mnoštvo Poljaka i Jevreja je bilo deportovano na daleki istok Sovjetskog Saveza, deo je bio zarobljen a dio prisilno nastanjen. Nakon što je Hitler prekršio dogovor Ribbentrop-Molotov, sovjetske su snage bile prisiljene uzmaknuti pred naletima Nemaca koji će od 1941—1944. držati vlast u gradu.
Nacionalni sastav Lavova
prema popisu iz 2001.
| Ukrajinci | 639.000 | (88,1%) |
| Rusi      | 64.600  | (8,9%)  |
| Belorusi  | 3.100   | (0,4%)  |
| Jermeni   | 800     | (0,1%)  |
| Jevreji   | 1900    | (0,3%)  |
| Poljaci   | 6400    | (0,9%)  |
| Ukupno    | 725.200 |         |

Već od samog početka nemačke okupacije, sudbina njegovih građana postala je tragična. Jevrejsko stanovništvo bilo je primorano da živi u novonastalom getu, a iz njega ih je većina završila u nekom od nemačkih koncentracionih logora. Lavovski geto se smatra trećim po veličini iza Varšavskog i geta u Lođu. Uz Jevreje, i poljskom delu stanovništva bili su nametani kruti zakoni, što je rezultovalo masovnim pogubljivanjem stanovništva, kako u gradu tako i u logoru Janów. Među prvima koji su stradali našli su se profesori lavovskog univerziteta i ostatak poljske inteligencije.
Kako su se snage Crvene armije približavale gradu, 23. jula 1944. u Lavovu je podignut oružani ustanak na čelu s Armijom Krajovom i Władysławom Filipkowskim (poljski pokret otpora) koja je nakon četiri dana zauzela grad. Nakon toga civilno i vojno rukovodstvo grada bilo je pozvano na susret sa komandantima Crvene armije. Svi su bili uhvaćeni od strane NKVD-a. Ostatak vojnih snaga koje su bile pod komandom pukovnika Filipkowskog ili su bili prisiljeni preći u redove sovjetske vojske ili su bili poslati u Gulag ili su nastavili s delovanjem u pozadini. Kada je Crvena Armija ušla u grad u njemu je ostalo manje od 300 Jevreja koji su se skrivali u gradskoj kanalizaciji. 1944. Lavov ponovno ulazi u sastav Sovjetske Ukrajine, ali čak i kroz razdoblje sovjetske vladavine grad je u velikoj meri uspeo sačuvati svoj nacionalni identitet. Krajem osamdesetih godina, Lavov će odigrati ključnu ulogu u borbi za samostalnost i demokratiju Ukrajine. 24. avgusta 1991. ukrajinski parlament donosi Deklaraciju o nezavisnosti. To je početak nove epohe u istoriji Ukrajine, a samim time i početak nove epohe za grad Lavov.
Tokom invazije Rusije na Ukrajinu, Lavov je postao zapadna prestonica nacije u februaru 2022. godine pošto su pojedine ambasade, vladine agencije i medijske organizacije izmeštene iz Kijeva zbog direktne vojne pretnje glavnom gradu. Lavov je takođe postao sigurno utočište za Ukrajince koji beže iz drugih delova zemlje pogođenih invazijom, a njihov broj je premašio 200.000 do 18. marta 2022. Mnogi su koristili grad kao usputno stajalište na putu za Poljsku. Lavov i širi region oko njega takođe su služili kao ključni put za snabdevanje oružjem i bazom za humanitarnu pomoć. Spremajući se za buduće napade, lokalna uprava i građani, uz pomoć savetnika iz Poljske i Hrvatske, radili su na zaštiti gradskog kulturnog nasleđa podizanjem improvizovanih barijera oko istorijskih spomenika, umotavanjem statua i čuvanjem umetničkog blaga.
Tokom rata, oblast u Lavovu i okolini bila je nekoliko puta pogođena ruskim raketnim napadima. Vojna baza za obuku u Javorovu je napadnuta 13. marta 2022, godine, a potom i postrojenje za remont aviona u sklopu međunarodnog aerodroma Lavov 18. marta i skladište goriva i drugi objekti u granicama grada 26. marta 2022. godine.
Grad je 18. aprila 2022. pogođen sa pet raketnih udara u kojima je poginulo sedam civila, a ranjeno 11, rekao je gradonačelnik Andrij Sadovij. Regionalni guverner Maksim Kozicki je izjavio da su mete bile vojne fabrike i prodavnica guma. Pogođen je i hotel u kom su se nalazili evakuisani, oštetivši prozore. Rusko Ministarstvo odbrane tvrdi da su sve lokacije koje su u noći 18. aprila gađane ruskim projektilima bile vojni ciljevi.
Lavov je bio gađan tokom raketnih udara na Ukrajinu 10. oktobra 2022. godine, što je rezultiralo nestankom struje u celom gradu. Gradonačelnik Andrij Sadovij je 11. oktobra 2022. povrdio da je grad pogođen raketnim udarom, što je rezultiralo nestankom struje i vodosnabdevanja.

## Stanovništvo
Prema popisu stanovništva iz 2013. godine u Lavovu je živelo 758 hiljada stanovnika, što je manje za 57 hiljada u odnosu na popis stanovništva iz 1989. godine. U decembru 2000. godine, Institut za razvoj grada Lavova izradio je posebnu studiju stanovništva u gradu. Prema ovoj studiji, 51—52% su žene u gradu. Oko 48% stanovnika Lavova živelo je u sovjetskim ili ukrajinskim zgradama, oko 40% u austrijskim i poljskim zgradama, a oko 11% u privatnim smeštajima, 85% se identifikovalo kao Ukrajinci, 12% kao Rusi, 79% je govorilo na ukrajinskom, a 20% na ruskom, oni koji su rođeni u Lavovu činili su većinu stanovništva Lavova — 56%, rođeni u drugim naseljima Galicije — još 19%, imigranti iz drugih zapadnoukrajinskih regiona — 3%, imigranti iz nezapadnih regiona Ukrajine — 11%, imigranti iz Rusije — 4%, drugih republika SSSR-a — 3%, Poljske — 2%, 45% ispitanika izjasnilo se za veru u UGKC, UPC (KP) — 31%, UAPC — 5%, UPC (МP) — 3%, i drugih hrišćanskih religija — 3%.
Lavov je središte aglomeracije u koju stanovništvo sa periferije aglomeracije stiže da radi, studira i rekreira. Prema podacima mobilnog operatera Vodafon u 2018. godini, u proseku 180 hiljada ljudi sa područja od 50 kilometara oko grada dolazi u Lavov radnim danom, a oko 79 hiljada vikendom.
| 1979.   | 1989.   | 2001.   | 2012.   |
| ------- | ------- | ------- | ------- |
| 667.243 | 790.908 | 732.818 | 729.842 |

## Ekonomija
Lavov je i dalje značajan industrijski centar Ukrajine. U gradu se obavlja 95% nacionalne proizvodnje sijalica, 100% proizvodnje viljuškara, 11% proizvodnje autobusa. Početkom XXI veka osnovu industrijskog komoleksa čine 240 preduzeća različitih vlasničkih formi
Tokom godina nezavisnosti Ukrajine, struktura industrijske proizvodnje se značajno promenila. Od 1960-ih mašinstvo i obrada metala zauzimali su vodeće mesto među industrijskim sektorima (još 1991. godine, 59,3% ukupne industrijske proizvodnje), gde su dominirali proizvodi Vojno industrijskog kompleksa. Nakon nezavisnosti prehrambena industrija je postala dominantna, čiji je udeo na kraju 2001. godine bio 39,4%, učešće mašinstva i proizvoda za obradu metala bilo je 17,6%, lake industrije 6,2%, hemijske i petrohemijske 6,0%, energetike 4,9%, industrije građevinskih materijala 5,5%.
Poslednjih 10 godina karakteriše nagli razvoj turizma i IT-industrije, čime Lavov postaje važan turistički i IT centar Istočne Evrope.
Najveća industrijska preduzeća:
- PAO Koncern Galnaftogaz
- ZAO LFK Svitoč — proizvodnja kakaoa, čokolade i slatkiša
- OAO Lavovska pivovarna — proizvodnja piva
- OAO ŠP Rasvet — kožna industrija
- OAO Iskra — proizvodnja sijalica
- ОАО Elektron — proizvodnja televizora
- LAZ — proizvodnja autobusa
- Lavovski juvelirni zavod— izrada nakita
- Postrojenje za popravku vazduhoplova u Lavovu — preduzeće je deo vojno-industrijskog kompleksa u Ukrajini.
- Lavivski oklopni zavod — popravka, održavanje i modernizacija oklopnih vozila.
- OOO SP Elektrontrans — proizvodnja trolejbusa, tramvaja i elektrobusa, osnovana 2011. godine.
- Fujikura Automotive Ukraine Lviv LLC— proizvodnja automobilskih komponenti za vodeće evropske proizvođače automobila, fabrika je otvorena 2016. godine.[26]
- Bader Ukrajina — proizvodnja komponenti za nemačke automobile Audi i BMV, otvorena 2016. godine[27]
- ATZT Lavovska fabrika ulja — proizvodnja ulja i masnih proizvoda
- OAO Postrojenje za popravku lokomotiva — popravak električnih lokomotiva
- OAO Lavovski hladnokombinat — proizvođač sladoleda i smrznutih poluproizvoda
- ZAO Enzim — proizvodnja kvasca
- ZAO Lavovska destilerija — proizvodnja votke, likera
- OAO Lavovska gradska mlekara — proizvodnja mlečnih proizvoda
- SUŠAO Vesna — proizvodnja odeće
- Šivara «Blu Mun Kloting», otvorena 2015. годine[28]
- OAO Koncern Hlebprom, OAO Lavovski hlebokombinat, OAO Lavovska pekara br. 1, Pekara br. 5 — proizvodnja pekarskih proizvoda.

U Lavovu posluje 219 velikih industrijskih preduzeća, skoro 9 hiljada malih preduzeća, više od 40 komercijalnih banaka, 4 berze, 13 investicionih kompanija, 80 osiguravajućih društava, 77 revizorskih firmi, 24 lizing kompanija.
Prema podacima Generalne uprave za statistiku u Lavovskoj oblasti iz 1. januara 2013. godine, stopa registrovane nezaposlenosti u Lavovu bila je 1,0% Stopa nezaposlenosti u Lavovskoj oblasti u 2012. godini bila je viša nego u Lavovu i iznosila je 7,5% stanovništva starosti od 15 do 70 godina. Prosečna mesečna plata u Lavovu u februaru 2013. godine bila je 2765 grivena (345,9 USD).Prosečna plata je bila sa 645 eura krajem 2015. godine dok je krajem 2018. godine iznosila 785 eura.
Grad je lider u Ukrajini po rastu broja turista. Tako se u 2008—2009. njihov broj povećao za 40%. Tokom godine više od milion ljudi posjeti Lavov. Prihod od turizma u 2011. godini bio je 462 miliona dolara (16% BDP-a grada).
U proteklih nekoliko godina, Lavov je postao jedan od vodećih centara informacionih tehnologija u Ukrajini i Istočnoj Evropi. U Lavovu radi 25% svih programera u Ukrajini (iako u gradu živi 2% ukupnog stanovništva Ukrajine). Još 2009. godine, KPMG je ocenio Lavov kao jedan od najperspektivnijih gradova za razvoj autsorsinga u oblasti IT industrije. U Lavovu postoji više od 30 IT kompanija koje rade u oblastima razvoja softvera, podučavanja i veb razvoja. Najpoznatija Lavovska IT kompanija je „SoftServe”, koja se smatra najvećom IT kompanijom u Ukrajini.
Inovativna ekonomija prioritet je za razvoj Lavova, kako je definisano u glavnim strateškim dokumentima grada, poput Strategije za unapređenje konkurentnosti Lavova do 2015. i Sveobuhvatne strategije razvoja Lavova 2012—2025. Prema razvijenom Strateškom planu za privlačenje investicija, identifikovani su prioritetni investicioni projekti: projekat za upravljanje komunalnim čvrstim otpadom, izgradnja industrijskog parka u oblasti Rjasne i poslovnog parka u blizini aerodroma.
Lavovski Koncern Elektron u 2013. godini proizveo je prvi ukrajinski tramvaj sa niskim podom Elektron T5L64. Kompanija takođe proizvodi kamione, čistače snegova, visoko specijalizovanu opremu (vozila hitne pomoći, vatrogasne mašine itd.).

### Industrijske lokacije
Istorijski, u industrijskom smislu, severni region se dugo izdvajao, smešten između brda Rastoščja na istoku, planine Kortum na zapadu i reke Poltve. Njengovom razvoju omogućila je blizina železničke stanice Podzamče i manja zakupnina zemljišta, pošto ova teritorija do 1931. godine nije bila deo gradskih ograničenja. U drugoj polovini 20. veka, okrug je formiran kao centar lake i prehrambene industrije. Ovde su bile koncentrisane: kožna fabrika, fabrike za proizvodnju lakova, velika pekara, fabrika ulja, fabrika mesa, konditorska fabrika, fabrika ribe, pivara, destilerija, a takođe i staklarska preduzeća, čije se osnivanje objašnjavalo prisustvom peska. Među preduzećima metaloprerađivačke industrije istakla se fabrika alata.
Zapadni industrijski region, koji se u osnovi poklapa sa granicama administrativnog okruga Železnodorožni (Zaliznični), bio je osnova kompanije Lavov Inženjering. Javni prevoz se obavljao na stanicama Lavov-Glavni i Kleparov. Do devedesetih godina prošlog veka u gradu su radile fabrika za proizvodnju viljuškara, postrojenje za popravku parne lokomotive i fabrika nazvana po Lenjinu, Lavovselmaš, fabrika motora, preduzeća za proizvodnju elektrona i prehrambene industrije: pekara, fabrika masti, mlekara i fabrika konditorskih proizvoda. Osamdesetih godina prošlog veka nastalo je industrijsko čvorište Rjasne van grada, koji je postao deo zapadnog industrijskog regiona.
Južni industrijski sektor gravitira železničkim stanicama Persenkovka i Sknilov. Njegovu bazu predstavljaju preduzeća elektro i energetske industrije (postrojenje Iskra, postrojenje za izolaciju, postrojenje za kućne uređaje), kao i fabrika autobusa u Lavovu. Ovde je koncentrisana grupa ciglana i postrojenje za građevinski materijal.

## Transport

### Aviotransport
Međunarodni aerodrom Lavov nalazi se na 6 km od centra grada. Prihvaćeni avioni: Ан-12, −24, −26, −30, −124, Ил-14, −18, −76, −96, Ту-134, −154; Jaк-40, −42; Embraer 195, Boing 737, Erbas A320, Boing 767, Boing 777.
Dimenzije piste su: dužina 3305 m i širina 45 m.
U blizini aerodroma nalazi se hotel „Tustanj” sa 100 mesta.
Uoči Evropskog prvenstva u fudbalu 2012. otvoren je novi moderni terminal opremljen teleskopskim nosačima. Izvršena je i rekonstrukcija piste.

### Železnički saobraćaj
Lavovska železnica jedna je od najstarijih u Ukrajini. Prvi voz je u Lavov stigao 4. novembra 1861. iz Beča. U 1866. izgrađena je pruga do Černovcima, а u 1869. do Brodija. Početkom 20. veka pojavila se potreba za izgradnjom nove stanice u Lavovu. A nova zgrada glavne stanice grada puštena je u rad 26. marta 1904. Stanica je zaista bila jedna od najboljih u Evropi, i arhitektonski i tehnički.
Pre Prvog svetskog rata u istočnoj Galiciji je izgrađeno 2.676 km železničke pruge.
Železničke stanice su 1. septembra 1939. podlegle nemačkom bombardovanju. Železnička stanica, teretna stanica, stanice Kleparov i Podzamče su uništene. Nakon zauzimanja grada od strane sovjetskih trupa, započela je obnova Lavovske železnice. Krajem 1939. godine uski zapadnoevropski gabarit je prenesen na široki. Tada su prvi putnički vozovi povezali Lavov sa Kijevom i Moskvom. Godine 1940. vlada Sovjetskog Saveza izdvojila je 50 miliona rubalja za obnovu Lavovske železnice.
Nemačke bombe su 22. juna 1941. ponovo pale na stanicu Lavov. Železnički čvor, kao najvažniji strateški objekat, ponovo je na sebe preuzeo glavni udar. Nemci su bombardovali i pucali na Krasnoje, Sambir, Strij, a već početkom jula nemačke trupe su okupirale celu Zapadnu Ukrajinu. Linije Kovel-Zdolbunov i Kovel-Sarn postale su strateške između Rajha i Istočnog fronta.
Godine 1973. Lavovska železnica nagrađena je ordenom Crvene zastave za rad. U 1978. godini otvoren je računarski centar ruta. U 1981. godini razvijen je sveobuhvatan sistem efikasne upotrebe vagona (KSEIV), kao i osnovni standardi za preduzeća i stanice. CSEIV je nastao zahvaljujući kreativnim idejama za pronalaženje i inženjering. Njih šest su 1982. godine dobili Državnu nagradu.
Moderni Lavov zauzima ključno mesto u ukrajinskom železničkom sistemu. Tokom 150 godina svog delovanja, Železnica Lavov postala je visoko opremljeno državno preduzeće koje pruža zagarantovani prevoz robe i putnika. Struktura uključuje 354 stanice, od kojih je 252 otvoreno za teretne operacije. Zbog svog geografskog položaja, Lavovska magistrala pruža prevoz putnika i izvoz-uvoz tereta između zapada i istoka, severa i juga. Stoga se naziva glavnim vratima Ukrajine u Evropu. Železničke veze sa zemljama Zapadne Evrope, ZND i Baltičkim državama obezbeđuju 19 graničnih prelaza koji su opremljeni potrebnom opremom za utovar, prevoz robe i preuređivanje vagona.
U 1996. godini izgrađena je prigradska stanica Lavov da bi se rasteretila glavna stanica.
U 2010. godini, na Železničkoj pruzi u Lavovu, stanica Domanici bila je opremljena prvim na ukrajinskim železnicama sistemom mikroprocesorske centralizacije i signala ESB-UA. Krajem 2019. godine dovršen je popravak kolodvorskog trga, otvorena je desna strana Trga Palate i nastavljen je tramvajski saobraćaj do Glavne železničke stanice u Lavovu.

### Tramvajski saobraćaj
Nakon implementacije sistema u Beču, konjski tramvaj pokrenut je 1880. u Lavovu. To je drugi grad na teritoriji tadašnje Austrougarske monarhije koji je dobio ovakvu vrstu prevoza. Funkcionisale su dve linije, koje su godišnje prevozile 1.867.000 putnika. Godine 1889. konjski tramvaj imao je 105 konja i 37 putničkih i teretnih vagona. Godine 1894. pokrenut je električni tramvaj — ranije nego u mnogim evropskim prestonicama. Dužina pruge je bila 6,86 km, a broj tramvaja dostigao je 16. Nakon puštanja električnog tramvaja udeo konjskog prevoza postepeno se smanjivao.
U 2023. godini, tramvajski vozni park Lavova sastojao se od preko 200 vagona, dok je svega 130 u upotrebi. Ukupna dužina tramvajske pruge veća od 80 km. Veći deo flote čine vagoni koje je proizvela čehoslovačka fabrika «Tatra». U 2007—2008. godini iz Nemačke su isporučena 22 remontovana tramvaja. Godine 2013. u upotrebu je ušao prvi ukrajinski tramvaj sa niskim podom Elektron T5L64. Grad je tokom 2016. godine nabavio 7 savremenijih tramvaja Elektron za novu tramvajsku liniju u mikrorejonu Sihov, čija je izgradnja završena 2016. godine.
Tokom druge polovine 2018. godine, 30 tramvaja je prebačeno iz Berlina u Lavov . Reč je o modelima Tatra KT4DM koji su proizvedeni tokom 80-ih godina prošlog veka.
Početkom 2020. godine cena vožnja u električnim tramvajima iznosi 7 hrivni pri kupovini karte od vozača ili 6 hrivni prilikom plaćanja kreditnom karticom, SMS-om ili prilikom kupovine karte na kiosku.
U 2023. godini postoji 10 tramvajskih linija. U planu je nastavak obnove voznog parka vozilima koja su novijeg datuma proizvodnje.

### Trolejbusi
Posle rata grad je počeo naglo da raste. Tramvajske pruge uklonjene u centru zamenjene su trolejbuskim linijama. Trolejbuski prevoz je počeo sa radom 27. novembra 1952. Kasnije su postavljene nove linije do mesta za spavanje na periferiji grada. Godine 1984. u Lavovu je izgrađena prva eksperimentalna industrijska linija za dijagnostiku trolejbusa Vladimira Vekliča.
U gradu trenutno funkcioniše 12 trolejbuskih linija . Prevoz se obavlja modernim vozilima a u planu je dalja nabavka i obnova voznog parka.

### Autobusi
U postsovjetsko doba autobuski saobraćaj uz pomoć glomaznih redovnih autobusa je propao, a maršrutke (minibusevi), koji saobraćaju po gradu i predgrađima, postali su alternativa autobusima. Ova vrsta saobraćajne veze je dobro razvijena, u gradu funkcioniše 89 ruta (bez prigradskih ruta). Maršrutke obavljaju prevoze u kratkim intervalima tokom dana, počevši od 6.00 do 23.00-24.00. U vreme vrhunca, minibusevi su preopterećeni na mnogim relacijama, njihova brzina je mala zbog učestalih saobraćajnih gužvi. Cena karte u maršrutki je fiksna u gradu, bez obzira na daljinu rute, iznosi 7 grivni (od 2019). U periodu 2011—2012 otvorene su rute broj 1A, 2A, 3A, 4A, 5A, 6A, 47A. Veliki autobusi saobraćaju njima. Cena karte, bez obzira na daljinu rute, iznosi 7 grivni (od 2019).
Međugradske i međunarodne autobusne linije kreću sa autobuske stanice u Lavovu. Pored toga, minibusevi povezuju grad sa većinom gradova u regionu i granicom.

### Biciklistički saobraćaj
Za Lavov se smatra da ima vodeću biciklističku infrastrukturu u Ukrajini.
Prva biciklistička staza izgrađena je u gradu 2011. godine. Od početka 2016. godine u Lavovu postoji 68 km biciklističkih staza. Prema dugoročnom razvojnom programu grada, do 2020. godine trebalo bi izgraditi 268 km biciklističkih staza.
U 2015. godini, Lavov je pokrenuo prvi ukrajinski centar za iznajmljivanje bicikala Nekstbajk u Ukrajini. Instalirano je prvih pet stanica, a tokom 2016. trebalo bi da se pojavi još 17 stanica opštinskog iznajmljivanja bicikala.

## Nauka i obrazovanje
Lavov je jedan od najvažnijih obrazovnih centara u Ukrajini. Ovde postoji 12 univerziteta, 8 akademija, desetine instituta (u Lavovu postoji 59 visokoškolskih ustanova).
Značajan naučni potencijal koncentrisan je u Lavovu, on je na četvrtom mestu među ukrajinskim gradovima po broju doktora nauka, kandidata nauka, naučnih organizacija. Grad ima 8 instituta Nacionalne akademije nauka Ukrajine, više od 40 istraživačkih i dizajnerskih instituta (uključujući Centar za svemirska istraživanja, Institut za fiziku kondenzovanih materija, Institut za ćelijsku biologiju, Nacionalni institut za strateške studije, Institut za neromatematičko modeliranje u energetici, Institut Ekologija Karpata i drugi).
U 2013. godini „Solarna elektrana” naučnika Lavova uvrštena je na listu 100 najboljih svetskih projekata. Jedan od programera je doktor fizičkih i matematičkih nauka, profesor Departmana za fiziku Lavovske politehnike Grigorij Ilčuk.
| - Nacionalni univerzitet Lavovska politehnika - Nacionalni univerzitet Ivan Franko - Nacionalni medicinski univerzitet Danilo Galicki - Ukrajinski katolički univerzitet - Lavovski trgovinsko-ekonomski univerzitet - Lavovski institut za ekonomiju i turizam - Nacionalni univerzitet za šumarstvo u Ukrajini - Lavovski državni univerzitet za fizičku kulturu - Lavovska nacionalna akademija umetnosti - Lavovska nacionalna muzička akademija - Ukrajinska akademija štamparije - Lavovski bankarski institut Narodne banke Ukrajine - Akademija kopnenih snaga Hetman Petro Sagajdačni - Lavovski regionalni institut za javnu upravu Nacionalne akademije za državnu upravu pri predsedniku Ukrajine - Lavovski nacionalni univerzitet za veterinarstvo i biotehnologiju S.Z. Gžitcki - Lavovski državni poljoprivredni univerzitet - Lavovski državni institut za finansije i ekonomiju - Lavovski državni univerzitet za unutrašnje poslove - Lavovski institut za menadžment - Lavovski državni univerzitet životne sigurnosti - Lavovski fakultet Dnjepropetrovskog nacionalnog univerziteta za železnički saobraćaj V. Lazarijan - Lavovski ogranak Ukrajinske akademije za državnu upravu - Institut za preduzetništvo i napredne tehnologije - Institut za poslovnu tehnologiju i pravo - Ukrajinska akademija dizajna - Lavovski visokoteološki semenar - Lavovski centar Instituta za svemirska istraživanja | - Lavovski ekonomski licej - Lavovski fizičko-matematički licej - Lavovski licej menadžmenta - Lavovska viša tehnička škola železničkog saobraćaja - Lavovsko državno muzičko učilište S. F. Ljudkevič |

## Kultura
Danas je Lavov jedan od najvažnijih kulturnih centara u Ukrajini. Grad je poznat kao centar umetnosti, književnosti, muzike i pozorišta. Trenutno su neosporni dokazi kulturnog bogatstva grada veliki broj pozorišta, koncertnih dvorana, kreativnih sindikata, kao i veliki broj mnogih manifestacija (više od 100 festivala godišnje). Lavov ima 60 muzeja i 10 pozorišta.

### Arhitektura
Lavovska arhitektura, koja je pretrpela neznatna oštećenja tokom ratova tokom 20. veka, odražava mnoge evropske stilove i trendove koji odgovaraju različitim istorijskim epohama. Nakon požara 1527. i 1556. godine, gotovo da i nisu ostali tragovi gotskog Lavova, ali kasnije ere renesansa, barok, klasicizam dobro su zastupljene. Stil austrijske moderne — secesije, postao je karakterističan za Lviv, tu su kuće građene u stilu ukrajinske i berlinske secesije, kao i ar deko, konstruktivizam и bauhaus. Postoje i zgrade iz staljinističkog perioda neoklasicizma.
Istorijski centar Lavova se nalazi na spisku svetske baštine Unesko-a. Sačuvan je značajan deo arhitektonskih spomenika iz perioda XIV—XVII veka. U centralnom delu grada 2000. godine bilo je 960 (od kojih je 95% bilo stanova), od kojih je 625 bilo u nezadovoljavajućem stanju.
Od 1. januara 2001. ukupna površina stambenog fonda u gradu bila je 14.276,7 hiljada kvadratnih metara, što je ukupno 24.156 stambenih zgrada, od čega je 1914 kuća imalo 5 ili više spratova, 92% kuća bilo je opremljeno vodovodima i kanalizacijom, a 84% kupatilom i tuševima, 70% — imalo centralno grejanje, 94% — je bilo gasifikovano.
U Lavovu je primećena najveća gustina gradnje među svim regionalnim centrima i velikim gradovima Ukrajine. Predgrađa su izgrađena tokom sovjetske ere sa standardnim masovnim stambenim zgradama, koje čine oko 40 procenata životnog prostora grada. Oko 20 procenata stambenog prostora, takođe na periferiji, predstavljaju privatne niske zgrade u oblastima u kojima su ranije bila smeštena prigradska sela.
Tempo izgradnje nakon nezavisnosti značajno je opao u odnosu na sovjetski period. 1990. godine izgrađeno je 368,5 hiljada m² stambenog prostora, u 1995. godini — već samo 89,9 hiljada m², a u 2000. godini — 95,9 hiljada m² stambene površine. Od 2003, tempo izgradnje postepeno raste. U toku 2005. godine pušteno je u upotrebu 158,7 hiljada m² stambene površine, u 2011. 301,9 hiljada m², u 2014. godini 423,4 i u 2015. godini 572,0 hiljada m² stambenog prostora.
Postojeći koncept razvoja grada predviđa završetak dugoročne gradnje i izgradnju novih stambenih objekata na severozapadnom delu (Varšavska ulica, rejon Rjasne-1 i Rjasne-2, Levandovka, Lisiniči) i jugoistočnom (rejonska Zelenajska ulica, Vašingtonova, Hutorovska, Strjiskova). Gradnja se odvija na slobodnim mestima i teritorijama oslobođenih preduzeća, baza, vojnih jedinica.
|                    |           |                |                                     |                   |
| Hotel Atlas Deluks | Trg Rinok | Dvorac Potocki | Arhitektura ranog 20. veka u Lavovu | Prospekt Ševčenko |

|                                              |                             |               |                 |              |
| Katolička crkva i manastir Svetog Bernardina | Elementi urbane arhitekture | Trg Mickeviča | Ulica Galickaja | Ulica Valova |

### Gradski praznici
- «Dan grada» — proslava godišnjice osnivanja Lavova. Uslovni datum osnivanja je 1256. godina (prva poznata pisana spominjanja). Proslavlja se u septembru ili maju: 29. i 30. septembra 2006. godine, proslavljena je 750. godišnjica Lavova, a 2007. „Dan grada” obeležen je 6. maja,
- «Dan zastave» — 3. aprila 1990. godine moderna ukrajinska zastava bila je podignuta na gradskoj većnici u Lavovu, prvoj među ukrajinskim gradovima.

### Biblioteke
- Lavovska naučna biblioteka V. Stefanik Nacionalna akademije nauka Ukrajine jedna je od najvećih biblioteka u Lavovu. Sadrži sabrana dela A. Puškina, M. Ljermontova, T. Ševčenka, N. Gogolja, L. Tolstoja, I. Franka, A. Čehova, L. Ukrajinke, M. Kocjubinskog, V. Iga, O. Balzaka, A Dime, C. Dikensa, A. Mickijeviča i mnogi drugi pisaca. Jedna od najvrednijih predmeta biblioteke su originali pisama B. Hmeljnickog, I. Franka, M. Gorkog, L. Ukrajinke, V. Iga, V. Korolenka, O. Kobilijanske, V. Stefanika, O. Makoveja i drugih. Knjižni fond biblioteke — više od 7 miliona primeraka, među njima više od 75 hiljada rukopisa, oko 38 hiljada muzičkih izdanja.
- Naučna biblioteka Lavovskog univerziteta I. Franko. Ova biblioteka je započela sa radom 1608. Kolekcije ove biblioteke sadrže više od 2,5 miliona različitih štamparskih jedinica na više od 40 jezika sveta. Biblioteka poseduje jedinstvene publikacije: rukopisne knjige 12.-16. veka, Apostolom i Ostrošku Bibliju Ivana Fedorova, 46 inkunabula, prva izdanja T. Mora i T. Kampanele, itd.
- Gradska centralna biblioteka Lesja Ukrajinka. Jedna od najboljih javnih biblioteka u zemlji. Godine 1967. dobila je titulu najbolje biblioteke za odličan rad. Više puta nagrađivan diplomama i sertifikatima Ministarstva kulture SSSR-a. Ima univerzalni fond knjiga, koji sadrži 948 hiljada primeraka knjiga i časopisa.
- Državna regionalna dečija biblioteka. Osnovana je u septembru 1939. godine. Zbirke biblioteka obuhvataju više od 140 hiljada primeraka knjiga.
- Državna regionalna omladinska biblioteka. Osnovan je 1944. Fond knjiga — 80 hiljada jedinica.
- Gradska centralna dečija biblioteka. Osnovan 1947, Fond knjiga — 113 hiljada jedinica.
- Regionalna naučno-medicinska biblioteka. Osnovan 1944. godine, fond knjiga ima 220 hiljada jedinica.
- Regionalna naučno-pedagoška biblioteka. Osnovan je 1926. godine. Knjižni fond — 400 hiljada jedinica.
- Državna regionalna univerzalna naučna biblioteka. Osnovan 1940. Knjižni fond — 766 hiljada jedinica.
- Naučno-tehnička biblioteka Univerziteta „Lavovska politehnika”
- Centralna naučno-tehnička biblioteka Lavovskog teritorijalnog centra za naučne i tehničke informacije.
- Centralna naučno-tehnička biblioteka Ministarstva lake industrije
- Odeljenje istorije umetnosti Lavovske regionalne univerzalne naučne biblioteke
- Odeljenje za književnost stranih jezika Lavovske regionalne univerzalne naučne biblioteke

### Pozorište i kinematografija
Reditelj ukrajinskog i ruskog pozorišta Roman Viktjuk rođen je i radio u Lavovu. Do 1978. godine, ukrajinski pozorišni i filmski glumac Bogdan Stupka živeo je i radio u Lavovu.

### Muzeji
U Lavovu postoji više od 40 muzeja. Među njima: Lavovski istorijski muzej, drugi po veličini istorijski muzej u Ukrajini, Nacionalni muzej, koji je osnovao mitropolit Andrej Šeptički, Lavovska umetnička galerija, jedan od najbogatijih muzeja u Ukrajini, na čelu sa poznatim likovnim kritičarem Borisom Voznickim, Etnografski muzej, jedini takve vrste u Ukrajini, Nacionalni memorijalni zatvor na Lontskom, prvi muzej zatvora u Ukrajini. Muzej narodne arhitekture i života Ševčenkovskog momka, Muzej apoteka, Muzej oružja Arsenal, Palata Potocki i drugi takođe su popularni među turistima.

### Aktivnosti
U Lavovu se organizuju mnogi gradski festivali, poput festivala kafe i čokolade, festivala sira i vina, festivala hleba.
Grad takođe ugošćuje više od 50 festivala kao što su Leopolis Džez Fest, Leopolis Grand Prik, međunarodni festival oldtajmera, međunarodni festival akademske muzike Virtuozi, Stare Misto Rok Fest, srednjovekovni festival Lavovska legenda, međunarodni etno folklorski festival pokrenut od strane Unesko-a, međunarodni festival vizuelne umetnosti Viz-Art, međunarodni pozorišni festival Zlatni lav, Lavovski festival Lumines, Festival savremene dramaturgije, Međunarodni festival kontrastne savremene muzike, Međunarodni književni festival Lavov, Zemlja snova, Gastronomski festival Lavov na tanjiru, međunarodni festival nezavisnog filma KinoLav i međunarodni medijski festival MediaDepo.

### Sport
Lavov je bio važan centar sporta u centralnoj Evropi i smatra se rodnim krajem poljskog fudbala. Lavov je mesto nastanka i drugih sportova u Poljskoj. U januaru 1905. godine održana je prva poljska utakmica u hokeju na ledu a dve godine kasnije organizovano je i prvo takmičenje u skijaškim skokovima u obližnjem Slavskom. Iste godine organizovane su prve poljske košarkaške igre u gimnazijama u Lavovu. U jesen 1887. gimnazija u ulici Ličakovskoj održala je prvo poljsko takmičenje u atletici sa sportovima kao što su skok udalj i skok uvis. Lavovski atletičar Vladislav Ponurski predstavljao je Austriju na Olimpijskim igrama 1912. u Stokholmu. Na stadionu Pogon Lavov 9. jula 1922. godine održana je prva zvanična ragbi utakmica u Poljskoj u kojoj se ragbi tim Orzel Bjali Lavov podelio u dve ekipe — „Crveni” i „Crni”. Glavni sudija ove utakmice bio je Robino iz Francuske.
Prvi poznati zvanični gol na poljskom fudbalskom meču postignut je u Lavovu 14. jula 1894. godine tokom utakmice Lavov-Krakov. Gol je postigao Vlodzimjerž Čomicki koji je nastupao za ekipu Lavova. Godine 1904. Kazimjerž Hemerling iz Lavova objavio je prvi prevod pravila fudbala na poljski, a Stanislav Polakjevič, takođe iz Lavova, postao je prvi zvanično priznati poljski sudija 1911. godine u kojoj je u Lavovu osnovan prvi Poljski fudbalski savez. Prvi poljski profesionalni fudbalski klub, Čarni Lavov, osnovan je 1903. godine, a prvi stadion, koji je pripadao Pogonu, sagrađen je 1913. Drugi klub Pogon Lavov, bio je četiri puta fudbalski šampion Poljske (1922, 1923, 1925. i 1926). Krajem 1920-ih čak četiri gradske ekipe igrale su u poljskoj fudbalskoj ligi (Pogon, Čarni, Hazmoneja i Lečija). Hazmoneja je bio prvi jevrejski fudbalski klub u Poljskoj. Iz grada je poticalo nekoliko znamenitih ličnosti poljskog fudbala, među kojima su Kazimjerž Gorski, Ričard Koncevič, Mičal Matijas i Vaclav Kučar.
Profesor Ivan Boberski osnovao je u Akademskoj gimnaziji prvi ukrajinski sportski krug u kojem su se 1906. 1908. bavili sportovima u sportu na terenu, fudbalu, boksu, hokeju, skijanju, turizmu i sankanju. Organizovao je „Ukrajinski sportski krug” 1908. godine. Mnogi njegovi učenici su 1911. godine osnovali sportsko društvo sa jasnim imenom „Ukrajina” — prvi ukrajinski fudbalski klub u Lavovu.
Lavov danas ima nekoliko velikih profesionalnih fudbalskih klubova i nekoliko manjih klubova. Karpati Lavov, osnovan 1963. godine, nastupa u Premijer ligi, najvišem fudbalskom rangu u Ukrajini. Ponekad se građani Lavova okupljaju na centralnoj ulici (avenija Slobode) da bi gledali i navijali tokom gostovanja ekipe.
U Lavovu postoje tri glavna stadiona. Jedan od njih je i Ukrajinski stadion na koji nastupa Karpati Lavov.
Stadion Lavov je potpuno novi fudbalski stadion na kojem su se igrale utakmice Evropskog prvenstva 2012. Građevinski radovi započeli su 20. novembra 2008, a završeni su do oktobra 2011. Svečano otvaranje održano je 29. oktobra. Na Areni Lavov svoje utakmice kao domaćini igrali su Šahtar i Metalurg Donjeck tokom rata u Donbasu.
Lavovska šahovska škola uživa dobru reputaciju, ugledni velemajstori kao što su Vasili Ivančuk, Leonid Štajn, Alekandar Belifavski, Andrej Volokitin živeli su u Lavovu.
Lavov je prvobitno podneo kandidaturu da bude domaćin Zimskih olimpijskih igara 2022. godine, ali se povukao i sada će najverovatnije konkurisati za organizaciju Zimskih olimpijskih igara 2026. godine.

## Religija
U gradu postoji administrativni centar rimokatoličke crkve, a od 21. avgusta 2005. i ukrajinske grkokatoličke crkve. Stanovništvo grada ima složenu religijsku strukturu. Oko 35% svih verskih zajednica u gradu pripada UGKC, 11,5% — UAPC, oko 9% — UPC KP, 6% — RKC. Pored toga, grad ima verske organizacije UPC MP, jermenske apostolske crkve, pravoslavnih i reformističkih Jevreja, Hasida i mnogih protestantskih crkava. Grad ima i Ukrajinski katolički univerzitet i Teološki seminar UPC KP.
|                                           |                 |                                     |                                        |                 |
| Glavna fasada katedrale Svetog Bernardina | Crkva Uznesenja | Unutrašnjost Dominikanske katedrale | Katolička crkva Svete Marije Magdalene | Jezuitska crkva |

U junu 2001. godine grad je posetio rimski papa Jovan Pavle II. Ovde je održao misu po latinskom obredu i učestvovao u liturgiji po vizantijskom obredu. U Lavovu je posetio katoličku, grkokatoličku i jermensku crkvu. Više od 350 hiljada vernika učestvovalo je u službi latinskog obreda u Lavovu., 35 hiljada njih je došlo iz Poljske. Veliki broj mladih došao je na sastanak sa papom, koji je održan u Sihovu (gradska četvrt).

## Gradovi pobratimi
Gradovi pobratimi Lavova su i zvanično:
- Banja Luka
- Budimpešta
- Vinipeg (engl. Winnipeg)
- Vroclav (polj. Wrocław)
- Grozni (čeč. Соьлжа-ГӀала)
- Žešov (polj. Rzeszów)
- Krakov (polj. Kraków)
- Kutaisi (gruz. ქუთაისი)
- Lođ (polj. Łódź)
- Lublin (polj. Lublin)
- Novi Sad
- Pšemisl (polj. Przemyśl)
- Rišon Lecion (hebr. רִאשׁוֹן לְצִיּוֹן)
- Ročdejl (engl. Rochdale)
- Samarkand (uzb. Samarqand)
- Sankt Peterburg
- Frajburg

## Spoljašnje veze
- city-adm.lviv.ua Архивирано на веб-сајту  (25. фебруар 2011) — Gradska administracija Lavova
- www.lvivcenter.org — Istorija grada
- www.lviv.ua — Višejezična prezentacija Lavova
- Ukrainian Navigational Portal — Fotografije i infrastruktura Lavova
- Karta grada
- Železnička stanica Архивирано на веб-сајту  (15. децембар 2020)